# Église Saint-Germain-des-Prés
Saint-Germain-des-Prés (Sint-Germanus-van-de-Weiden) is de oudste kerk in Parijs en is een zeldzaam voorbeeld van romaanse bouwkunst in Parijs. De huidige kerk is gebouwd in de 11e-12e eeuw. Eerdere kerken met deze naam werden vier keer verwoest door de Noormannen. De kerk werd telkens opnieuw opgebouwd naar de originele tekeningen. In al die jaren is er steeds een stukje bijgebouwd, zo ook het portaal dat uit 1607 dateert.
In deze kerk zijn een aantal bekende mensen begraven, waaronder de Franse filosoof René Descartes (in het rechtergedeelte) en de Poolse koning Jan Casimir (in het linkergedeelte).

## Abdij
De kerk is de resterende abdijkerk van de abdij Saint-Germain-des-Prés.
In de 6e eeuw werd door Childebert I, zoon van Clovis, een kerk opgericht op de linkeroever van de Seine, gewijd aan Sint-Vincent (vanwege een stola die de koning uit Zaragossa had meegebracht).
De kerk werd in 558 ingewijd door Germanus, bisschop van Parijs, die hier later zou worden begraven.
Na de dood van de koning verrees er ook een klooster, dat al snel het rijkste klooster van Frankrijk werd. De koningen van Neustrië werden er begraven.
De kerk werd in 1163 toegewijd aan Sint Germanus.
Sinds de Franse Revolutie resteert slechts de abdijkerk.

## Congregatie van Saint-Maur
De abdij was de moedervestiging van de Congregatie van Saint-Maur, die in 1621 werd opgericht naar het voorbeeld van de Abdij van Saint-Vanne in Lotharingen. Deze congregatie, die ook wel werd aangeduid als de mauristen, werd in 1789, tijdens de Franse Revolutie, ontbonden.
Sainte-Chapelle · Notre-Dame van Parijs · Notre-Dame-du-Perpétuel-Secours · Sacré-Cœur · Saint-Denys de la Chapelle · Saint-Étienne-du-Mont · Saint-Eustache · Saint-Germain-des-Prés · Saint-Germain-l'Auxerrois · Saint-Gervais-Saint-Protais · Saint-Julien-le-Pauvre · Saint-Martin-des-Champs · Saint-Merri · Saint-Pierre de Montmartre · Saint-Séverin · Saint-Sulpice · La Madeleine · Basiliek van Saint-Denis · Saint-Louis-des-Invalides · Saint-Louis-en-l'Île · Saint-Nicolas-des-Champs · Saint-Roch · Sainte-Trinité · Saint-Vincent-de-Paul · Val-de-Grâce